# جان إي. هوارد
جان إي. هوارد (بالإنجليزية: Jean E. Howard)‏ هي كاتِبة أمريكية، ولدت في 20 أكتوبر 1948 في بلدية هلتون في الولايات المتحدة.